# Sparkasse Hartberg-Vorau
Die Sparkasse Hartberg-Vorau AG war ein steirisches Bankunternehmen mit Sitz in Hartberg und Teil der Sparkassengruppe in Österreich. Sie entstand 1858 als Gemeindesparkasse. Die Sparkasse war Mitglied des Kooperations- und Haftungsverbundes der österreichischen Sparkassen und des Österreichischen Sparkassenverbands und ist am 26. September 2010 mit der Steiermärkischen Sparkasse fusioniert.

## Gründungsgeschichte
Schon 1841 bestand in Hartberg eine Kasse, die Einlagen entgegennahm und Kredite vergab. Erst als selbständige Verwaltungskörper ins Leben gerufen worden waren, war es auch in Hartberg möglich eine Sparkasse zu gründen. Die Gemeinde hatte sich bereit erklärt, die Haftung über 40.000 Gulden zu übernehmen, und so folgte Ende Dezember 1854 eine Genehmigung durch die Behörde. Nachdem die Gemeinde erreicht hatte, dass ihre Haftung auf 10.000 Gulden reduziert wurde, erfolgte die Genehmigung durch das Innenministerium Anfang November 1858. Dies gilt auch als Gründungs- und Eröffnungszeitpunkt.

## Bauliche Entwicklung der Hauptanstalt
1858 nahm die Sparkasse als erstes Geldinstitut der gesamten Oststeiermark vorerst in gemieteten Räumen im Gemeindehaus ihren Geschäftsbetrieb auf. 1892 erfolgte der Bau des Sparkassenhauses in der Herrengasse, der den Anforderungen des Geschäftsbetriebes bis in die 1970er Jahre genügte. Die laufende Geschäftsausweitung erforderte 1975 einen Neubau der Hauptanstalt. Das neue Sparkassengebäude am Sparkassenplatz wurde am 8. Dezember 1977 bezogen. Seither erfolgten weitere Um- und Ausbauten des zweiten und dritten Obergeschoßes in Büroräume sowie eine Modernisierung des Kundenzentrums. Das Gebäude wird nun fünfgeschoßig genutzt.

## Wichtige Ereignisse
1943 kam es zur Fusion mit der Sparkasse Friedberg, 1976 erfolgte der Zusammenschluss mit der Sparkasse Vorau zur Sparkasse Hartberg-Vorau. Ein Jahr zuvor war das ehemalige Reininghaus-Bierdepots für den Bau der Hauptanstalt gekauft worden. Im Jahr 1983 beging die Sparkasse ihre 125-Jahr-Feier. Es folgten Umbauten 1989, als das Dachgeschoß für Büroräume ausgebaut wurde und ein Jahr später, als der Kassensaal zum Kundenzentrum umgebaut und modernisiert wurde. Weiter bauliche Erweiterungen erfolgten 2002, als die Räumlichkeiten der Hauptanstalt nach Auflassung von Wohnungen und dem gleichzeitigen Zubau eines Schulungs- und Sitzungssaales ausgedehnt wurden. 
Seit September 2005 ist die Steiermärkische Bank- und Sparkassen-AG hundertprozentiger Aktionär.

## Gemeinnützige Projekte/Sponsoring
Zwischen 1900 und 1950 kaufte die Sparkasse für die Gemeinde ein Wohnhaus (Stiftungshaus) und leistete Widmungen für den Bau von zwei Schulen. 1991 wurden die Errichtung der Fußgängerzone und die Hauptplatzgestaltung in Hartberg unterstützt. Zwei Jahre später leistete die Sparkasse einen Beitrag zur Revitalisierung des Schlosses Hartberg.
Unterstützt wurden zudem 1995 das Naturschutzgebiet Hartberger Gmoos, 1998 der Rochus-Park mit Sparkassenbrücke und im darauffolgenden Jahr die Sanierung des Rathauses Hartberg.
Ab 2000 trug die Sparkasse zum Ökopark Hartberg, in dem Ausstellungen und diverse umweltfreundliche Projekte stattfinden, sowie zum Maxoom-Großformat-Kino im Öko-Park bei (2002). 2003 finanzierte sie für das „Hatric“-Einkaufszentrum Hartberg die Zufahrt für die Erschließung der Grundstücke und teilweise den Ankauf von Grundstücken. Im selben Jahr erfolgte der Ankauf eines Notarztwagens für das Österreichische Rote Kreuz. Ein Jahr später unterstützte die Sparkasse das Integrationszentrum der Lebenshilfe Hartberg.
2008 erfolgte der Ankauf eines Notarztwagens für das Österreichische Rote Kreuz und Unterstützung beim Ankauf eines Bezirksjugendfahrzeuges für die Freiwillige Feuerwehr, sowie 2009 der Ankauf eines Notarzt-Einsatzfahrzeuges (stationiert in Vorau) zur Komplettierung des Notarztsystems im Bezirk Hartberg.